# Club Deportivo San Roque de Lepe
Il Club Deportivo San Roque de Lepe, spesso abbreviato in San Roque, è una società calcistica con sede a Lepe (Huelva), in Andalusia, in Spagna. 
Gioca nella Tercera Federación, la quinta serie del campionato spagnolo.

## Tornei nazionali
- 1ª División: 0 stagioni
- 2ª División: 0 stagioni
- 2ª División B: 9 stagioni
- 3ª División: 16 stagioni

## Stagioni
| Stagione    | Categoria | Posizione |
| ----------- | --------- | --------- |
| dal 1956-57 | Regionali | —         |
| al 1965-66  | Regionali | —         |
| 1966/67     | 3ª        | 16°       |
| dal 1967-68 | Regionali | —         |
| al 1986-87  | Regionali | —         |
| 1987/88     | 3ª        | 10°       |
| 1988/89     | 3ª        | 7°        |
| 1989/90     | 3ª        | 3°        |
| 1990/91     | 3ª        | 4°        |
| 1991/92     | 3ª        | 3°        |
| 1992/93     | 2ªB       | 16°       |
| 1993/94     | 2ªB       | 16°       |
| 1994/95     | 2ªB       | 18°       |
| 1995/96     | 3ª        | 5°        |

| Stagione    | Categoria | Posizione |
| ----------- | --------- | --------- |
| 1996/97     | 3ª        | 12°       |
| 1997/98     | 3ª        | 3°        |
| 1998/99     | 3ª        | 18°       |
| 1999/00     | Regionali | —         |
| 2000/01     | Regionali | —         |
| 2001/02     | 3ª        | 19°       |
| dal 2002-03 | Regionali | —         |
| al 2006-07  | Regionali | —         |
| 2007/08     | 3ª        | 12°       |
| 2008/09     | 3ª        | 1°        |
| 2009/10     | 2ªB       | 8°        |
| 2010/11     | 2ªB       | 5°        |
| 2011/12     | 2ªB       | —         |

## Palmarès

### Competizioni nazionali
- Tercera División: 1

2008-2009
- Copa Federación de España: 1

2009-2010

### Altri piazzamenti
- Tercera División:

Secondo posto: 2013-2014
Terzo posto: 1989-1990, 1991-1992, 1997-1998